# Wilhelm Prager
Wilhelm Prager (ur. 6 września 1876 w Augsburgu, zm. 20 kwietnia 1955 w Prien am Chiemsee) – niemiecki reżyser filmowy.
Był synem urzędnika bankowego, sztuki reżyserskiej nauczył się pracując w teatrach m.in. pod kierunkiem Maxa Reinhardta. Jako reżyser filmowy zadebiutował w 1919 realizując filmy do Departamentu Filmów Krótkometrażowych UFA. Największy rozgłos przyniósł mu zrealizowany w 1925 film propagandowy "Wege zu Kraft und Schönheit – Ein Film über moderne Körperkultur", którego celem było rozpowszechnienie „nowoczesnej kultury fizycznej” ze szczególnym zaakcentowaniem naturyzmu. Wilhelm Prager zrealizował ok. 150 filmów edukacyjnych, a także filmy o koniach (które były jego hobby) oraz o folklorze i przyrodzie Niemiec. W 1939 Gestapo zarzuciło mu pochodzenie żydowskie, ale przyjmując jego dokonania na rzecz propagowania ideologii i kultury Rzeszy pozwolono mu pracować do przejścia na emeryturę w 1943, przez cały ten okres pozostawał członkiem Reichskammer. Po 1945 zamieszkał w Monachium i reżyserował filmy o hodowli koni.